# ايفا غريبيل
إيفا غريبيل (بالألمانية: Eva Grebel)‏ هي عالمة فلكية ألمانية. منذ عام 2007، شاركت في إدارة معهد Rechen-Institut الفلكي في جامعة هايدلبرغ في ألمانيا. وهي خبيرة في دراسة المجموعات النجمية وتكوين المجرات.

## البحوث
تركز أبحاث إيفا على نجوم مجرة درب التبانة وأعضاء آخرين في المجموعة المحلية من المجرات، بما في ذلك الغيوم الكبيرة والصغيرة وكذلك المجرات القزمة القريبة. تتعلق دراسات كريبل بالتطور الكيميائي وهيكل المجرات وبنية النجوم وخصائص المجموعات النجمية المختلفة، بهدف إعادة بناء أصل وتطور مجرة درب التبانة والمجرات الأخرى.

## السيرة الذاتية
درست غريبيل الفيزياء وعلم الفلك في جامعة بون، وحصلت على درجة الدبلوم في الفيزياء في عام 1991. وفي العام نفسه، كانت طالبة صيفية في معهد علوم التلسكوب الفضائي في بالتيمور.
تولت دراسات عليا في جامعة بون، وأمضت عامين في 1992-1994 كزميلة طالب في مرصد «لا سيلا» المرصد الأوروبي الجنوبي في تشيلي. حصلت على الدكتوراه عام 1995 بامتياز. وكان موضوع أطروحتها«دراسات السكان النجمية في المجرات القريبة».
بعد ذلك، عملت غريبيل مناصب ما بعد الدكتوراه في جامعة إلينوي في أوربانا شامبين (1995-1996)، وجامعة فورتسبورغ (1996-1997) وفي جامعة كاليفورنيا، وسانتا كروز (1997-1998). حصلت على منحة هابل في عام 1998، وانضمت إلى جامعة واشنطن في سياتل كزميل هابل 1998-2000. 
في عام 2000، عادت غريبيل إلى ألمانيا كقائد مجموعة أبحاث في معهد ماكس بلانك لعلم الفلك في هايدلبرغ. في عام 2003، قبلت تعيينًا لرئيس علم الفلك الرصدي في المعهد الفلكي بجامعة بازل، كخليفة لغوستاف تامان. من 2004-2007، عملت مديرة المعهد. في عام 2007، تم تعيين غريبيل كبروفوسورة بشكل كاملاً في علم الفلك في جامعة هايدلبرغ، حيث أصبحت أيضًا واحدة من اثنين من مديري معهد الفلك في معهد راين. وفي ذلك الوقت، كانت غريبيل أستاذة الإناث الكاملة الوحيدة في علم الفلك في ألمانيا.
غريبيل هي رئيسة مركز البحوث التعاونية DFG-881 «نظام درب التبانة» في جامعة هايدلبرغ  ورئيسة لجنة H1 «الكون المحلي» للاتحاد الدولي الفلكي. 

## الجوائز
- 2015 جائزة هيكتور للعلوم [10] وزميل هكتور الأكاديمي.[11]
- 2006 جائزة يوهان ومب، AIP.
- 1999 جائزة منحة هنري كريتيان العالمية للبحوث، AAS.
- 1996 جائزة لودفيج بيرمان، الجمعية الفلكية.

## روابط أخرى
- Eva Grebel's home page
- List of Biermann Award winners, German Astronomical Society
- Eva Grebel on Academia.net